# Кейро (Огайо)
Кейро (англ. Cairo) — селище (англ. village) в США, в окрузі Аллен штату Огайо. Населення — 517 осіб (2020).

## Географія
Кейро розташоване за координатами 40°49′49″ пн. ш. 84°5′6″ зх. д. / 40.83028° пн. ш. 84.08500° зх. д. (40.830331, -84.084871).  За даними Бюро перепису населення США в 2010 році селище мало площу 0,58 км², уся площа — суходіл. В 2017 році площа становила 0,67 км², уся площа — суходіл.

## Демографія
Згідно з переписом 2010 року, у селищі мешкали 524 особи в 198 домогосподарствах у складі 150 родин. Густота населення становила 899 осіб/км².  Було 214 помешкання (367/км²).
Расовий склад населення:
| - 97,7 % — білих - 0,6 % — чорних або афроамериканців - 0,2 % — корінних американців - 0,2 % — азіатів |

До двох чи більше рас належало 1,3 %. Частка іспаномовних становила 1,5 % від усіх жителів.
За віковим діапазоном населення розподілялося таким чином: 28,2 % — особи молодші 18 років, 58,8 % — особи у віці 18—64 років, 13,0 % — особи у віці 65 років та старші. Медіана віку мешканця становила 37,2 року. На 100 осіб жіночої статі у селищі припадало 87,1 чоловіків;  на 100 жінок у віці від 18 років та старших — 88,9 чоловіків також старших 18 років.
Середній дохід на одне домашнє господарство  становив 52 404 долари США (медіана — 40 000), а середній дохід на одну сім'ю — 64 490 доларів (медіана — 50 469). Медіана доходів становила 50 909 доларів для чоловіків та 32 143 долари для жінок. За межею бідності перебувало 11,6 % осіб, у тому числі 18,1 % дітей у віці до 18 років та 9,4 % осіб у віці 65 років та старших.
Цивільне працевлаштоване населення становило 198 осіб. Основні галузі зайнятості: виробництво — 19,7 %, освіта, охорона здоров'я та соціальна допомога — 14,6 %, роздрібна торгівля — 14,1 %.